# Козацька геральдика
Козацька герáльдика (від лат. heraldus, heraldica, ars — «опові́сник», «герольд») — система знаків козацької доби, різновид соціального кодування, що базується на гербових зображеннях і тинктурах, які розміщуються на геральдичних щитах відповідно до певних принципів та правил. Сума цих принципів та правил разом із сумою усіх наявних гербових зображень та тинктур складають так звану геральдичну граматику опису гербів — блазон.

## Передумови виникнення козацьких гербів

### Соціальний статус
|                       | Обыкоша и здавна люди именити Различныі печати в родах своїх мати Хто звіром, хто птенцем дім свій печатлієт Хто мечем, хто стрілою, хто сонцем світлієт |
| — Лаврентій Крщонович | |

В добу лицарської геральдики герб часто містив в собі не стільки певне символічне значення, скільки відзначав високий соціальний статус свого власника. Згодом, коли лицарські герби стали передаватися у спадок і перетворилися на родові герби, останні стали своєрідним зовнішнім оформленням феодальної системи, з її становими імунітетами, привілейованими верствами, своєрідною системою землеволодіння та виконання військової служби.
Герби, таким чином, вказували в першу чергу на приналежність до соціальної еліти, виступали універсальним засобом соціальної ідентифікації.

### Етимологічний нюанс
У багатьох європейських мовах назва герба є похідною від слова “зброя” („arma”, „wappen” та ін.), що пов’язано з первісним виникненням гербів в лицарському середовищі, чим зумовлене також запозичення складових елементів герба (щит, шолом, намет та ін.) з військового побуту середньовіччя. Подібну генезу даного терміну бачимо також на слов’янському ґрунті, де в значенні герба вживано терміни – “оружие” та “клейнод”. Втім, найбільш розповсюдженим в слов’янських мовах є саме термін “герб”, який походить від німецького слова “erbe”, тобто “спадщина”, чим висловлено погляд на герб як на спадковий в певному роді знак, який передавався з покоління в покоління від батька до сина.

### Зародження руської геральдичної системи
Початки українського (руського) герботворення, як і європейського в цілому, сягають ХІІ–ХІІІ ст., а на XIV–XVI ст. припадає доба становлення та розквіту старо-української геральдики, яка в цілому розвивалася виразно іншими шляхами ніж в решті європейських країн. Основу старо-української (руської) геральдичної системи становили родові знаки, які виникли задовго до появи самої геральдики і лише згодом були оформлені в родові герби згідно з вимогами геральдики. Подібну практику бачимо й в інших європейських країнах, але якщо в Україні-Русі 90% гербів було створено на підставі старих родових знаків, то, скажімо, в Польщі подібних випадків налічувалося заледве чи 20%, в Німеччині – 5%, а в ін. країнах – і того менше.
Нова епоха в історії української геральдики пов’язана з виходом на історичну арену козацтва і формуванням ним нових політичних організмів та нового суспільно-політичного устрою на центрально-українських землях. Доба козацького герботворення розпочалася від кінця XVI ст. (з появою першого запорозького герба) і тривала до кінця XVIII ст. (часу скасування рештків автономії козацьких державно-політичних організмів – Війська Запорозького (Гетьманщини), Війська Запорозького Низового (Запоріжжя), Слобідської України).

## Феномен козацьких гербів
Впродовж окресленого вище часу козацька геральдика набула рис яскраво своєрідної системи, що знайшло своє відображення як в зовнішньому оформленні козацьких гербів, так і в сфері їх суспільно-політичного значення, внутрішнього змісту та практичного застосування. Самобутність козацького герботворення впадала у вічі ще історикам XIX ст. і відтоді науковці незмінно повертаються до питання про причини самої появи такого несподіваного феномену як козацька геральдика, адже на відміну від інших європейських країн, геральдика яких в ранньомодерний період не зазнала суттєвих перетворень, а навпаки вступила в добу стагнації та занепаду, в Україні спостерігаємо бурхливий процес розквіту нових, небачених ще досі, геральдичних форм.
Пояснення цьому можна знайти лише взявши до уваги специфіку тогочасних соціальних процесів. Так, якщо в більшості країн Європи бачимо або консервацію старих соціальних форм або зміну старої аристократичної верхівки на еліту, що мала передусім економічне походження (буржуазія), то в Україні на зміну шляхті приходить інша, ще більш змілітаризована, елітна верства – козацька старшина, для якої геральдика стала тим самим чим вона була для середньовічного лицарства – однією з головних ознак високого соціального статусу, свідчення своєї приналежності до панівної суспільної верстви, формою символічного висловлення власних суспільно-політичних амбіцій.
Козацька революція 1648 року в значній мірі змінила стару соціальну структуру українського суспільства і поклала початок новому суспільному поділу, який зформувався не відразу, а пройшов через тривалий процес становлення та розвитку. Всю другу пол. XVII ст. відбувався процес кристалізації та формування панівної верстви – української козацької старшини, яка прийшла на зміну старому суспільному проводу. Нова еліта поступово відмежовувала себе від решти народу різноманітними привілеями і все виразніше перетворювалася на замкнену в собі верству. В Гетьманщині та Слобідських полках даний процес тривав до середини XVIII ст. і завершився формуванням відповідно малоросійської та слобідсько-української шляхти, яка частково повернулася до світогляду та політичної ідеології річпосполитських часів.
Процес становлення геральдичної системи в козацьку добу супроводжувався і характеризувався явищами подібними до тих, які супроводжували становлення європейської геральдичної системи в XII – XIV ст. Так, приміром, яскраво простежується певна довільність у виборі гербових зображень, відсутність будь-якої регламентації, як у законодавчій та організаційній, так і в образотворчій та структурній сферах. В той час, як в більшості країн Європі XVII ст. надання та використання гербів суворо регламентувалося, козацька верхівка так само як і середньовічне лицарство добирала герби на власний розсуд, змінювала та модифікувала ці герби від покоління до покоління (лише з кін. XVII – поч. XVIII ст. починається процес закріплення особистих гербів в якості родових).
Разом з тим, варто відзначити, що козацька геральдика витворилася в умовах повної децентралізації процесу герботворення, за відсутності будь-яких регулюючих чинників, що докорінно відрізняє її від сучасного їй процесу герботворення в інших країнах Європи, який перебував під ретельним наглядом відповідних державних установ 8, що позбавляло ранньомодерну геральдику інших країн динаміки розвитку, безпосереднього зв’язку з суспільно-політичним життям, свіжості ідейного наповнення та виразного політичного спрямування. На тлі застиглих форм західно-європейського герботворення ранньо-модерного часу ще більшої виразності набуває динамічність козацької геральдики, яка напрочуд точно відбила в собі тогочасні суспільно-політичні та культурні особливості розвитку українського суспільства, його світоглядні та ідейно-політичні погляди.
Очевидно, козацька геральдика виросла не на порожньому ґрунті, адже їй передувала півтисячолітня традиція європейського герботворення загалом, і блискуча доба старо-української (руської) геральдики зокрема. Але в цьому і полягає суть феномену козацької геральдики, яка увібравшись в форми старої геральдичної традиції наповнила її цілком новим змістом. Козацька геральдика взяла від попередніх геральдичних систем – руської (старо-української) та річпосполитської (що на той час перебувала в процесі формування) в основному лише саму ідею герба (як засобу соціальної ідентифікації), до певної міри – зразки зовнішнього оформлення, і лише в незначній мірі внутрішнє наповнення (певні герби, окремі гербові фігури та ін.).

## Піонери козацького герботворення

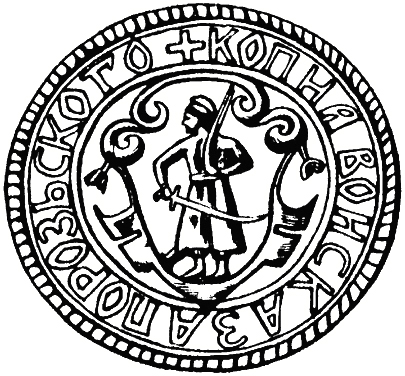
Перша відома печатка Війська Запорозького, 1592 р.

Першою, відомою на сьогодні, пам’яткою козацької геральдики є герб Війська Запорозького Низового, зображення якого бачимо на печатці від 1592 року. Саме від цього герба і від цієї дати веде свій родовід козацьке герботворення. Показово, що вже в цьому, першому, козацькому гербі виразно бачимо прообраз всієї системи козацької геральдики, яка з’явиться в усій своїй повноті невдовзі по-тому, з усіма її характерними рисами, сюжетами та ідеями.
Варто, втім, відзначити, що окремі випадки використання характерних для майбутньої козацької геральдики сюжетів бачимо також в родовій та міській геральдиці кін. XVI – поч. XVII ст. В зв’язку з чим варто назвати міські герби Корсуня від 1585 року, Медведівки – 1589, Чигирина, Лубен, Пирятина та Мошнів – 1592, Білої Церкви – 1620 року та ін., родові герби любецьких та красносільських бояр. Але на той час це були радше поодинокі випадки, що з’являлися на теренах козацького ареалу або в середовищі, що було соціально близьким до козацтва (покозачене міщанство, непривілейоване боярство).
Якщо до сер. XVII ст. зразки козацького герботворення з’являються лише спорадично, не творячи собою певного комплексу, то з початком Козацької революції починається швидкий процес творення козацької геральдичної системи, що зумовлено як виходом на історичну арену нової соціальної еліти – козацької старшини, так і докорінними суспільно-політичними зрушеннями в цілому. Таким чином, революційні процеси в суспільстві супроводжувалися аналогічними процесами і в сфері геральдики.
Родова геральдика є найчисельнішим за своїм складом комплексом гербів козацької геральдики, яка почала формуватися невдовзі після створення держави Богдана Хмельницького. Крім того, пам’ятки родової геральдики представлені, хоч і не рівномірно, всіма козацькими регіонами (Правобережжя, Лівобережжя, Запоріжжя, Слобідська Україна). Це дає поважні підстави вважати саме родову геральдику найбільш репрезентативною групою серед пам’яток козацького герботворення, як в кількісному та якісному (ідейно-символічному), так і в територіальному і хронологічному аспектах.
Разом з тим, варто звернути увагу на те, що найдавнішим зразком козацької родової геральдики є саме герб одного з таких гетьманів. А саме – герб "hetmana kozaków zaporozkich" Григорія Лободи, який бачимо на його печатці, що скріплювала лист гетьмана до князя Яхима Корецького від 30 січня 1596 року, в полі якої розміщено щит ренесансної форми, в якому бачимо серце пронизане трьома стрілами в зірку вістрями додолу.

## Гетьманські герби
Родові герби гетьманів, без сумніву, є найбільш поважним геральдичним комплексом, що репрезентує керівників Козацької держави. Як правило, до нього включають геральдичні знаки всіх тих діячів, які в різні часи користувалися званням козацького гетьмана, безвідносно до того, чи були ці діячі гетьманами реєстрового або нереєстрового козацтва дохмельницьких часів, чи були "гетьманами" лише в уяві літописної традиції XVIII ст., чи належали до переліку керівників держави створеної Богданом Хмельницьким.
Очевидно, до переліку справжніх гетьманських гербів варто віднести лише ті, що належали цим останнім. Вони відрізнялися від інших геральдичних комплексів власне тим що належали особам, які "Божию милостию" були правителями Української козацької держави ("Войска Запорозского обоих сторон Днепра"). На відміну від них, гетьмани перед Хмельницьким були радше воєначальниками аніж правителями держави. Навіть якщо візьмемо до уваги державотворчі процеси на Запоріжжі, то мусимо визнати, що запорозькі гетьмани кін. XVI – 1-ї пол. XVII ст., як і пізніші кошові отамани, через особливості суспільно-політичного устрою Низового Війська ніяк не можуть претендувати на роль володарів.

### Герб Хмельницьких
Найзнаменитішим геральдичним знаком козацької родової геральдики був герб “единовладца и самодержца руского", "Божою милостию великого государя Богдана Хмельницкого, гетмана Великого Войска Запорозского и Великия Росии". Його вперше бачимо на титульному аркуші Реєстру 1649 року. Герб має вигляд знаку, що нагадує літеру W під хрестиком, над щитом знаходиться шолом під короною, в нашоломнику п’ять страусових пер, які обтяжено знаком аналогічним до зображеного в щиті, навколо щита намет. Супроводжують герб вірші "На Σтарожитній Клейнот П: Хмелницких".

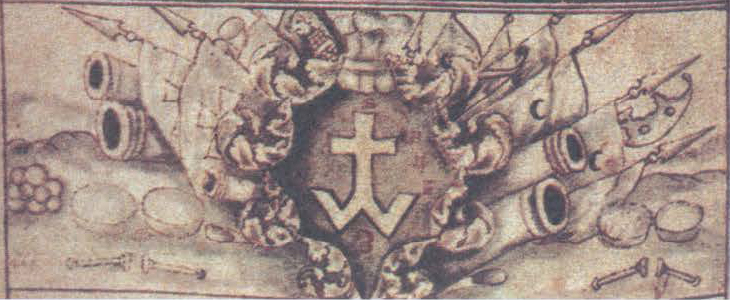
Малюнок гербу Богдана Хмельницького в літопису Самійла Величка

Особовий герб Юрія Хмельницького

В науковій літературі не раз здіймалася дискусія з приводу походження герба Хмельницьких. Серед сучасних дослідників панує переконання, що Хмельницькі користувалися польським гербом Сирокомля (пол. Syrokomla — на червоному полі срібний утятий ламаний пояс під срібним хрестиком), який зовнішньо є дійсно найбільш подібним до гетьманського герба. Разом з тим, сучасники чітко визначали герб Хмельницького як Абданк (пол. Abdank — на червоному полі срібний утятий ламаний пояс), про що свідчать вірші з Реєстру 1649 року:
"Σтарожитность, то тилко "къ бы обновила
же вѣкопомность явъно знову ся ѡдкрыла
КЛЕИНОТЪ котрый Хмелницкихъ дом приѡздобляет
в Мужъности, в Правдѣ, в Вѣрѣ моцъно утверъжает,
Недивъ; бо АБДАНКЪ знакъ ест щодрой Поволности
Крестъ за фѣръмаменътъ вѣры, Хмелницких мужности
Незвитяжоный Кролю в Християнъском Панъствѣ!
Кгды Поволность Хмелницъких маешъ у подданствѣ".
Все це може вказувати лише на те, що герб Хмельницьких не був ані Абданком (який ніколи не мав хреста, що незмінно бачимо на гербі Хмельницьких), ані Сирокомлею, а лише подібним до них знаком (особливо помітна різниця між Сирокомлею і гербом Хмельницького в разі з видозміною герба в літописі Величка, в якому герб гетьмана подано як одноцільний знак, в той час як герб Сирокомля виразно складається з двох окремих частин – ламаного пояса і хрестика). Показово, що в гербовниках Кояловича "Compendium" та Несецького "Korona Polska" герб Хмельницьких взагалі подано під назвою "Масальський" (пол. Masalski, Massalski — знак у вигляді літери "М" під хрестом).
Очевидно, герб Хмельницьких мав певну подібність до всіх вище названих гербів. Це і зумовило намагання окреслити його як Абданк, Сирокомля чи Масальський, що не мало під собою жодних поважних підстав, окрім зовнішньої схожості. Напевно, герб Хмельницьких мав самобутнє походження, як і більшість тогочасних гербів руської шляхти, і лише оформлення в цей час річпосполитської геральдики, що намагалася пристосувати зразки старо-українського герботворення до норм польської геральдики, зумовило спроби окреслити герб Хмельницьких як видозміну одного з польських.

### Герб Івана Мазепи 1689 року
Старо-українське (руське) коріння також бачимо в гетьманських гербах Івана Мазепи та Данила Апостола. Якщо герб останнього (знак у вигляді двічі перехрещеної та роздвоєної здолу стріли, в нашоломнику рука, яка тримає шаблю) має більш менш стабільний вигляд та є різновидом герба Юньчик (пол. Junczyk), то в разі з гербом Мазепи зустрічаємо численні видозміни його родового герба, який в річпосполитській традиції одержав назву Курч (пол. Kurcz).
Перший варіант гетьманського герба бачимо в чернігівському виданні поеми Стефана Яворського "Echo głosu wołającego na puszczy" 1689 року. Родовий герб Курч вміщено в середньому щитку в оточенні чотирьох гербів, що, ймовірно, належали предкам гетьмана: в чотиридільному щиті в першій частині вміщено герб Ясона (ключ), в другій частині – герб Сас (пол. Sas, Drag — стріла над півмісяцем на кінцях якого дві шестипроменеві зірки), в третій частині – герб Одривас (пол. Odrowąż, Odrzywąs — стріла з подвійним розгалуженням здолу), в четвертій частині – герб Корчак (пол. Korczak — три вруби). Над щитом розміщено шолом з шоломовою короною, наметом і трьома страусовими перами в нашоломнику.
Кольорову видозміну гетьманського герба знаходимо на молитовнику 1692 року виданому архиєпископом Чернігівським Лазарем Барановичем: на червоному полі знак у вигляді срібних перехрещених вил, які поставлено на брус з загнутими догори кінцями, праворуч золота шестипроменева зірка, ліворуч золотий півмісяць що лежить рогами вправо. Подібне зображення вміщено на срібних воротах Борисоглібського собору в Чернігові, в оздобленні різноманітних церков відновлених або побудованих гетьманом, на різноманітному посуді та особистій бандурі гетьмана, на кількох його портретах, на гравюрі виконаній І.Мигурою у 1706 році 70 та водяному знакові на аркушах книги “Зерцало" від 1705 року.
Зображення повного гетьманського герба подано на зворотньому боці восьмикутного санктуаріуму гетьмана. Герб складається з щита німецької геральдичної форми, на якому вміщено герб Курч, над щитом вміщено срібний шолом під золотою шоломовою короною, навколо щита червоно-срібний намет. Інші видозміни гетьманського герба вміщено на гравюрі Данила Галяховського 1708 року (знак подано в супроводі двох золотих півмісяців, які обернено рогами один до одного), в літописі Самійла Величка, а також на арабському Євангелії, виданому у 1708 році в Алепо на кошти гетьмана (в даному разі герб має зворотнє ніж на видозміні 1692 року розташування місяця та зірки).
1 вересня 1707 року з’являється новий варіант герба Івана Мазепи, який пов’язаний з наданням гетьманові княжого титулу Священної Римської імперії. В дипломі імператора він має наступний вигляд: на червоному полі срібні перекрещені вила, які поставлено на брус, праворуч золотий півмісяць, що лежить рогами вліво, ліворуч золота шестипроменева зірка, згори срібний панцир, над щитом золота шоломова корона, за щитом пурпурова мантія з горностаєвою підкладкою, з золотим оздобленням і золотими шнурами, під золотою князівською короною з червоною підкладкою і горностаєвим низом.

## Складові козацьких гербів
Від самого початку ідейно-символічну основу козацької геральдики становили сюжети мілітарного характеру, що є цілком закономірним з огляду на тогочасну скрайню мілітаризацію всіх сфер життя українського суспільства. Саме життя на Великому степовому кордоні, перманентні війни проти Ногайських орд, Кримського ханства та Османської імперії, участь козацьких військ у походах на Москву та Молдавію, повстання проти Речі Посполитої, а згодом і Руїна громадянської війни 2-ї пол. XVII ст., все це диктувало військовий триб життя, а разом з тим і знаходило своє відображення у зовнішніх формах, зокрема, в геральдиці.

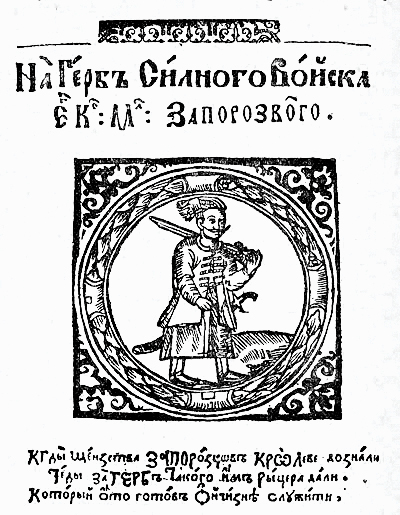
Зображення лицаря із самопалом (герб Війська Запорозького) у книжці Касіяна Саковича «Вірші на жалісний погреб шляхетного рицаря Петра Конашевича Сагайдачного» (1622 р.)

### Козак лицар та звитяжна зброя
Серед найістотніших ознак козацького герботворення, що найяскравіше вирізняє його з-посеред інших геральдичних систем, варто назвати наявність в більшості гербів козацької доби (причому, як в державних і родових, так і земельних та міських) зображення зброї або символів військової доблесті, мужності, шляхетності та перемоги. Козак-лицар, його звитяжна зброя та лицарські чесноти – ось центральна постать та основні сюжети козацької геральдики. Найрізноманітніші та незбагненні поєднання козацької зброї (часто в перехрещеному вигляді, що мало символізувати перемогу), з символами шляхетності (серце) та звитяги (зірка, півмісяць, хрест) можемо бачити практично на кожному козацькому гербі. Інші сюжети, якщо й були присутні в козацькому герботворенні, мали виразно другорядне значення, не раз виконуючи певні спеціальні функції, скажімо, політичної символіки.
Ця остання знайшла своє відображення в доволі значній кількості пам’яток козацького герботворення, особливо в сфері державної та земельної геральдики. Намагання в символічний спосіб висловити політичні погляди або претензії суспільно-політичного характеру були тим більш легкі для виконання, що козацька геральдика не знала жодних поважних регламентуючих перешкод. Тому не дивно, що політична символіка щільно супроводжувала козацьку геральдику протягом усього її існування, набираючи не раз найнесподіванішого вигляду в окремих її пам’ятках.
Якщо говорити про зовнішнє оформлення козацької геральдики, то перше, що впадає у вічі, так це широке застосування в герботворенні козацької доби позащитових елементів повного герба. І якщо для родової геральдики подібна практика виглядає цілком закономірною, то наявність цих елементів у більшості міських та земельних гербів надає козацькій геральдиці своєрідності і в цій, суто формальній з першого погляду, площині. Звичайно, не можна також оминути увагою художню стилізацію козацьких гербів, більшість яких виконано в блискучому стилі козацького бароко.

### Козацькі символи: стріли, шабля, хрест, зірка, півмісяць
Герби більшості гетьманів Лівобережної України мали безпосередньо козацьке походження і містили в собі характерні для козацької геральдики символи. Так на печатці Якима Сомка вміщено повний герб, в щиті якого зображено руку яка тримає меч. Подібний сюжет має гетьманський герб Івана Брюховецького: на блакитному полі зображено руку в червоному вбранні, яка тримає дві перехрещені стріли вістрями додолу, згори п’ять восьмипроменевих зірок. На гербі Петра Дорошенка зображено хрест над півмісяцем, який лежить рогами догори, здолу козацька шабля вістрям вліво. Перехрещені стрілу та шаблю мав в своєму гербі Дем’ян Многогрішний. Зображення вежі містилося в гербі Михайла Ханенка. Три хреста зображено в гербі Івана Самойловича. Три стріли – в гербі Івана Скоропадського. Хрест над серцем, яке пронизують навхрест дві стріли – в гербі Павла Полуботка. Панцир, який пронизують стріли – в гербі Кирила Розумовського.
Соціально-ідентифікуюче призначення гербів зумовило також наявність значної кількості гербів, зовнішньо подібних між собою (зображення зброї, хреста, півмісяця, зірок в різноманітних комбінаціях), але приналежних різним старшинським родам. Втім, це не викликало жодних правових колізій чи суперечок, адже важливим був не зміст зображення чи його подібність до герба іншого роду, а наявність самого герба, як свідчення високого соціального статусу. Подібна обставина зумовлювала вибір в якості гербових зображень найпростіших та найпоширеніших в суспільній свідомості символів, що могли бути легко "впізнані" як геральдичні зображення.
Варто зазначити, що руські герби, за поодинокими винятками, не мали власних автентичних назв, як це бачимо в геральдиці польській, адже руська геральдика розвинулася на зовсім інших засадах ніж польська. В основі руської, як згодом і козацької, геральдичної системи стояв принцип герба, як певного знаку родини або особи, що характерно і для інших країн Європи, а не – роду, який об’єднував в собі велику кількість родин, як це бачимо в польській геральдиці. Назви руських гербів це не більше ніж пізній вплив польської, і особливо пізнішої річпосполитської геральдики (формування якої припадає на ті самі часи, що й козацької геральдики, тобто, XVII – 1-у пол.XVIII ст.), яка в такий спосіб намагалася звести всі свої різноетнічні за походженням компоненти (в першу чергу польський та руський) до спільного знаменника, даючи всім без винятку річпосполитським гербам власні назви (в першу чергу це стосувалося руських гербів, оскільки польські за походженням герби, в більшості своїй, мали власні назви ще за часів середньовіччя), не раз штучні та поверхові (власне і сама річпосполитська геральдика мала доволі штучний вигляд, оскільки намагалася поєднати в собі суттєво відмінні між собою геральдичні традиції – польську, руську, литовську, пруську та ін.).

## Польскі запозичення козацької шляти

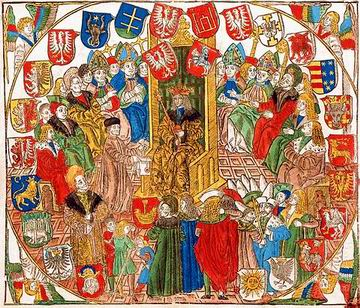
Герби польської шляхти

Як стверджував О.Лазаревський, "козацька старшина до польських гербовників не заглядала". Принаймні так було до часу формування малоросійської шляхти, як привілейованої групи, відокремленої від решти суспільства чіткими становими межами. Від середині XVIII ст. ситуація в родовій геральдиці Лівобережжя почала докорінно змінюватися внаслідок поширення практики масового використання козацькою старшиною річпосполитських (в першу чергу польських за походженням) гербів.
Першим хто здійснив заміну козацького родового герба на польський, як це не дивно, був уславлений автор "Дѣйствій презѣльной и отъ начала поляковъ крвавшой небывалой брани Богдана Хмелницкого, гетмана запорожского, съ поляки" гадяцький полковник Григорій Грабянка. Впродовж 1717–1719 років він користувався печаткою з зображенням серця під хрестиком і короною в оточенні двох пальмових галузок. Але вже 1730 року на його наступній печатці бачимо польський герб Ласка (пол. Laska, Laski, Leszczyc, Bróg, Brożek, Brożyna, Wyszowie) – на червоному полі золотий навіс на чотирьох золотих стовпах.

1728 року у Львові вийшов І том монументальної праці польського вченого Каспера Несецького "Korona Polska", в якій було вміщено інформацію про використання герба Ласка руським шляхетським родом Грабинок (який, очевидно, не мав жодного відношення до козацького роду Грабянок, крім співзвучності прізвищ). Григорій Грабянка був, ймовірно, отим першим козацьким старшиною, який "заглянув" до польського гербовника і зробив зі здобутих в ньому відомостей практичні висновки.
На те, що подібна практика не була поодинокою вказує герб наступного українського гетьмана – Івана Виговського. На двох його печатках від 1652 та 1655 років бачимо родовий герб Виговських, який є класичним зразком руської геральдики і містить в щиті зображення знаку у вигляді з’єднаних між собою літер Т і W 51. Натомість в королівському привілеї від 13 листопада 1658 року, а також на гетьманській печатці 1659 року, герб гетьмана подано у вигляді польського герба Абданк (Abdank).
В подальшому подібна практика набуває значного розмаху. Частина представників малоросійської шляхти, витвореної з козацької старшини Гетьманщини, прагне змінити власні самобутні герби на польські, що мало надати їхнім родам додаткових ознак "старожитності" та "шляхетності". Так, приміром, Велинські змінюють козацький герб на польський герб Дуборог (пол. Dęboróg), Гамалії – на Дрию ((пол. Dryja), Довголевські – на Задору (пол. Zadora), Долинські – Побог (пол. Pobog), Жукови – Прус III (пол. Prus III), Імшенецькі – Среняву (пол. Śrzeniawa), Лісовські та Соболевські – Сліповрон (пол. Ślepowron), Лободи – Кораб (пол. Korab) та Лис (пол. Lis), Маковські – Єліту (пол. Jelita), Мартоси – Осорию (пол. Ossoria), Миклашевські та Спащенки-Кичі – Остою (пол. Ostoja), Молявки – Помян (пол. Pomian), Немировичі-Данченки – Гоздаву (пол. Gozdawa), Омеляновичі – Колону (пол. Kolumna), Рухлядки – Долегу (пол. Dołęga), Салогуби – Правду (пол. Prawda), Сахновські – Наленч (пол. Nałęcz), Семеновичі – Радван (пол. Radwan), Соколовські – Соколю (пол. Sokola) та Помян, Сороки та Судієнки – Ковнати (пол. Kownaty), Уманці – Холеву (пол. Cholewa), Харченки – Яструбець (пол. Jastrzębiec), Хоменки – Дуброву (пол. Dąbrowa), Чорнолузькі – Телок (пол. Ciołek), Шихуцькі – Порай (пол. Poraj), Шкляревичі – Костешу (пол. Kościesza), а Галагани – на герб Китаврус (пол. Hipocentaur), що мав литовське походження.
Всього, з-посеред близько тисячі родових гербів Лівобережжя козацької доби, які відомі нам на сьогодні, майже 300 гербів мали польське походження. Серед яких найчастіше бачимо такі герби: Яструбець, яким користувалося 22 роди малоросійської шляхти, Остоя – була гербом 14 родів, Сліповрон та Наленч – застосовувало по 11 родів кожний, Гоздава – герб 10 лівобережних родів, Радван – 8, Побог, Люба, Дуброва, Яніна, Рава – 7, Долега, Заглоба, Кораб, Лис, Огон, Полукоза – 6, Леліва, Гриф, Топор, Правда, Помян, Прус І, Лодя – 5, Абданк, Бонча, Долива, Костеша, Лебідь, Нечуя, Холева – 4 та ін. Характерно, що козацька старшина найохочіше вживала в якості власних родових ті польські герби, які виявляли подібність до геральдичних зразків витворених в рамках козацького герботворення, і містили в своєму полі характерні для козацької геральдики фігури: хрести, підкови, різноманітні види зброї.
Гербами польського походження користувалися, як старі шляхетські роди, так і певна частина козацьких родів: Боровські – гербом Топор (пол. Topór), Буйкевичі – Люба (пол. Lubicz, Luba, Lubow, Łuba), Копцевичі та Грембецькі – Яструбець (пол. Jastrzębiec, Boleszczyc, Bolesty, Kudbrzyn, Kaniowa, Lazanki), Дуніни-Борковські – Лебідь (пол. Łabędź), Забіли – Остоя (пол. Ostoja), Завадовські – Рава (пол. Rawicz, Rawa), Малишевські – Годземба (пол. Godziemba), Мокрієвичі – Богория (пол. Bogoria, Boguryja), Тризни – Гоздава (пол. Gozdawa), Сулими – одноіменним гербом (пол. Sulima).
Польське походження мали також герби гетьманів Павла Тетері – Радван (пол. Radwan), і Пилипа Орлика – Новина (пол. Nowina).

## Герби Лівобережної України
Родова геральдика Лівобережжя має серед інших козацьких територій найтривалішу історію власного розвитку і представлена найчисельнішою кількістю пам’яток. Перші козацькі родові герби бачимо вже на печатках, що походять з часів гетьманування Хмельницького 77. А найбільше число зразків лівобережного герботворення походить від середини XVIII ст., часу формування на основі козацької старшини нової замкненої привілейованої соціальної верстви – малоросійської шляхти, що виразно повертається до політичних традицій та соціальних ідеалів річпосполитської доби, що знайшло своє вираження в масовому використанні новою шляхтою гербів річпосполитського походження, чого не було на початкових етапах формування геральдики Лівобережжя.
Якщо візьмемо комлекс родових гербів Лівобережної України, який було створено впродовж 2-ї пол. XVII – 1-ї пол. XVIII ст., то беззаперечним виявиться чисельне домінування геральдичних пам’яток суто козацького походження: з 273 родових гербів даного періоду 240 (тобто, майже 88%) було новотворами козацької доби, 21 герб мав старо-українське (руське) походження і лише 12 – польське. В разі з останніми двома групами маємо справу з гербами, які належали в основному представникам старої руської (в окремих випадках – польської) шляхти, які свого часу долучилися до повстання Хмельницького.
Геральдичний матеріал, як бачимо, не дає підстав говорити про масовість такого долучення, на чому наполягали представники державницької школи в українській історіографії. Очевидно, що основу нової соціальної еліти центрально-українських земель, які увійшли до складу новоствореної Козацької держави, становили представники старих козацьких родів, або вихідці з простонароддя, що і зумовило відсутність у них гербів в попередні часи та необхідність їх витворення, щойно новоутворена козацька еліта посіла чільне місце в соціальній структурі українського суспільства.Старими руськими гербами користувалися, зокрема, такі козацькі роди Лівоберіжжя, як: Вуяхевичі та Косачі – гербом Корчак, Топольницькі – гербом Сас, Корниловичі – гербом Корнич, Зіневичі – гербом Зенович, Лопати – гербом Лопот, Мазепи – гербом Курч, а Биковські, Валькевичі, Голуби, Журахівські, Лазаревичі, Ломиковські, Мануйловичі, Силичі, Тарасевичі, Терешенки, Турковські, Якимовичі та ін. використовували руські герби, для яких пізніша річпосполитська геральдична традиція не виробила певних назв, з огляду на те, що, на відміну від тих руських гербів, які було названо на початку переліку, останні не потрапили до зведених річпосполитських гербовників середии XVII – 1-ї пол. XVIII cт.
Дещо менші обсяги в 2-й пол. XVIII ст. мало використання гербів руського походження. Всього бачимо майже 80 таких прикладів. Найстарішими руськими гербами Сас, Салава і Корчак користувалося відповідно 8, 2 та 11 козацьких родів. Причому, в разі з останнім з цих гербів, ще в шести випадках бачимо використання його фігури (трьох врубів) як складової частини інших козацьких родових гербів. Крім того, в ужитку були інші руські герби: П’ятирог, Повня, Набрами, Покора, Полота, Сенюта, Рубіж, Приятель, Ілговський, Калинова, Кисіль, Кричевський, Халецький, Линевський, Микулинський, Ольшевський, Обухович, Позняк, Яцина та ін., а також герби ще 27 козацьких родів, які мали руське походження, але не мали річпосполитських назв. Серед них герби: Гаєвських, Галенковських, Довбнів, Занкевичів, Кривицьких-Тимченків, Онопрієнків-Шелкових, Паскевичів, Симоновських, Сполатбогів, Тризн, Ходьків та ін.
Ще кілька гербів козацької старшини мало іноетнічне походження: пруськими гербами Дубровський, Їжак та Леський користувалися відповідно Юзефовичі, Лісовські та Лазаревські з Лазкевичами, інфлянтським гербом Фаренсбах – Федоровські, литовським гербом Китаврус – Галагани, ілірійське (південно-слов’янське) походження мав герб Милорадовичів, який їхні предки уживали ще за доби середньовіччя, а в останній чверті XVIII ст. знову повернулися до його використання в дещо видозміненому вигляді, хоча ще на початку цього сторіччя в їхньому гербі були присутні фігури, які більше пасували до козацького герботворення.

## Відмінність польської геральдики від річпосполитської
Вплив польської геральдики на пізнє козацьке герботворення, як бачимо, був доволі суттєвим, але не таким всеосяжним як це не раз подається в науковій літературі. Як правило, ступінь даного впливу перебільшується з кількох причин. По-перше – через ототожнення польської геральдики з річпосполитською, що є неправомірним з огляду на те, що остання мала на відміну від першої так би мовити "поліетнічне" походження, оскільки склалася з елементів власне польської, а також руської, литовської, пруської та ін. геральдичних традицій, що й було зафіксовано в річпосполитських геральдичних творах середини XVII – 1-ї пол. XVIII ст. (зокрема, в фундаментальних гербовниках Окольського, Кояловича та Нєсєцького). Тому зарахування, скажімо, руських гербів (особливо таких розповсюджених як Корчак, Сас, Салава, Палаш, Лук та Куша) до числа польських штучно збільшувало відсоток останніх, а разом з тим і ступінь уявного впливу "польської" геральдики на козацьку.
По-друге – до числа "польських" гербів неправомірно зараховували значну кількість суто козацьких гербів, які мали певну зовнішню подібність з першими. Так, практично всі козацькі герби, які містили в своєму полі зображення хреста і півмісяця або зірки і півмісяця автоматично ототожнювали з польськими гербами Шеліга (Szeliga) та Леліва (Leliwa) відповідно, не зважаючи на суттєві відмінності в іконографії (скажімо, іншу форму хреста, іншу кількість променів у зірки, наявність додаткових фігур, в тому числі кількох хрестів чи кількох зірок, відмінність в зображенні нашоломників) і ту очевидну обставину, що хрест, зірка, півмісяць та їх найрізноманітніші поєднання були найрозповсюдженішими сюжетами козацької геральдики, що не дає підстав стверджувати про походження певного козацького герба від Шеліги чи Леліви навіть в разі повної іконографічної тотожності між ними, якщо таке походження не зафіксовано іншими, в першу чергу генеалогічними та актовими, джерелами.
Якщо говорити лише про ті герби малоросійської шляхти, які мали суто козацьке походження, а таких нараховується близько 600 (тобто 60% загальної кількості родових гербів Гетьманщини), то перше, що впадає у вічі так це повне кількісне домінування серед них кількох сюжетів пов’язаних із зображенням зброї, серця, хреста, зірок та півмісяця в найрізноманітніших комбінаціях. Та чи інша фігура з даного переліку присутня практично в кожному козацькому родовому гербі. Зокрема, в разі зі зброєю, зображення стріли бачимо в 180 гербах, шаблі – 103, напнутого луку зі стрілою – 42, меча – 17, списа – 14, а крім того, в різних гербах присутні численні види холодної та вогнепальної зброї та різноманітні військові клейноди, оборонні споруди, військове спорядження та прилади: шпаги, сокири, алебарди, луки, гармати, кулі, рушниці, пірначі, бунчуки, булави, хоругви, прапори, вежі, замки, твердині, ключі, панцирі, кольчуги, щити, шоломи, сагайдаки, нагайки, стремена, остроги, підкови, сурми, литаври з паличками, човни, кітви. Особливо частим було зображення підков (в 39 гербах), веж та кітв (кожна фігура наявна в 14 гербах). В дев’яти випадках зустрічаємо зображення козака-лицаря, а ще в 32 гербах закуту в лати руку озброєну шаблею, мечем чи стрілами.
Доволі рідкісним було використання в козацьких гербах геральдичних фігур (які бачимо в заледве чи 10 гербах), а також тварин, які становили основу сюжетного ряду західно-європейської геральдики. Так, зображення звірів присутнє менше ніж в 30 гербах, а зображення птахів – менше ніж в 40. Рослини наявні в 45 гербах. Тобто, разом всіх цих сюжетів було в родових гербах Гетьманщини менше ніж, скажімо, зображень серця, що символізувало військову доблесть, і яке присутнє на 135 гербах.
Але безсумнівна кількісна перевага в козацькій родовій геральдиці належить зображенню хреста, зірок та півмісяця, які присутні в більшості козацьких гербів (в 196, 164 та 144 гербах відповідно), що зумовлено кількома причинами, в першу чергу їх безсумнівним зв’язком з мілітарною символікою, і особливо символікою перемоги (хрест, зірки та півмісяць часто супроводжують зображення перехрещеної козацької зброї).
Певних пояснень вимагає доволі поширена в козацькій геральдиці практика зображувати хрест над півмісяцем або зіркою. В науковій та науково-популярній літературі, присвяченій українській геральдиці, часто можна зустріти спроби пояснити сюжет домінування хреста над півмісяцем, як символ перемоги християнства над ісламом (або над мусульманськими народами – татарами, турками). Очевидно, подібне тлумачення не можна вважати цілком задовільним з огляду на цілий ряд обставин. По-перше – в багатьох козацьких гербах дані фігури (хрест та півмісяць) використовуються як цілком рівнорядні – не один над одним, а поруч, а на деяких (скажімо, на гербі Сироватської сотні Сумського полку, а також на родових гербах Величковських, Дорошенків, Лузанових, Мисаковських, Порохонських, Смиречанських, Хильчевських та ін.) домінуюче становище займає півмісяць. По-друге – в багатьох випадках зображення півмісяця, поруч з зірками, не супроводжується зображенням хреста. По-третє – на жодному з запорозьких територіальних гербів (де здавалося б даний сюжет, в силу мілітарного протистояння між запорожцями та ісламським світом, мав бути найбільш поширеним) подібного зображення жодного разу не зустрічаємо.
Все це вказує на недоцільність прив’язки вище названого сюжету виключно до християнської символіки. Втім, подібна прив’язка була б дивною і з огляду на практично повну відсутність в гербах, які з’явилися в козацьку добу (як родових, так і земельних та міських), інших християнських сюжетів (християнських святих, їхніх атрибутів, церковних споруд та начиння, які в інших геральдичних системах були річчю звичною і доволі поширеною). Окремо необхідно відзначити, що при всій різноманітності форм хрестів, які присутні в козацькій геральдиці ми практично не зустрічаємо зображень церковних хрестів (скажімо, трираменного хреста з навскісною перекладеною, або довгого хреста з прапорцем), натомість, найчастіше бачимо зображення т.зв. кавалерійського (козацького) хреста, сама назва якого прямо вказує на його суто мілітарну символіку.
Правобережна Україна, герботворення на теренах якої було започатковано ще в 2-й пол. XIV ст., в козацьку добу зберегла чи не найбільше, з-посеред інших козацьких регіонів, традицій старо-української геральдичної системи. Використання гербів, створених на основі старих родових знаків, не було для правобережної козацької старшини рідкістю. Так, герб канівського полковника Юрія Голуба в точності повторює старий родовий герб київського земянського роду Голубів – знак у вигляді літери W під піввістрям стріли. На печатці турівського полковника Костянтина Виговського від 1659 року зображено герб у вигляді з’єднаних між собою літер Т і W. Козак Михайлівської сотні Канівського полку Василь Вальченко використовував в якості герба знак у вигляді перехрещеної стріли з дугоподібним відгалуженням ліворуч. А на гербі Федора Васьковського було вміщено знак у вигляді літери W під перехрещеним вістрям стріли.
Втім, більшість гербів правобережної старшини була створена вже в козацьку добу, без огляду на зразки руської геральдики, і мала самобутнє козацьке походження. Дана обставина виглядає цілком закономірною з огляду на те, що Правобережжя, особливо південне, тривалий час відігравало провідну роль, принаймні до часів Руїни, серед інших козацьких регіонів, тож не дивно, що найдавніші зразки козацької родової геральдики знаходимо саме на правобережних теренах. Сюжети, що присутні на родових гербах Правого боку Дніпра, є класичними для всієї козацької геральдики.

### Печатки козацької старшини Правобережної України
Приміром, на гербі корсунського полковника Федора Кандиби знаходимо зображення серця, яке пронизують навхрест дві шаблі. Герб генерального осавула Якова Лизогуба має зображення руки, що тримає шаблю. На гербі паволоцького полковника Андрія Дорошенка вміщено хрест над півмісяцем, а здолу перехрещено стрілу та шаблю. Канівський полковник Матвій Павлович використовував в гербі малюнок напнутого луку зі стрілою. Меч в оточенні двох мисливських ріжків вміщено на печатці корсунського полкового писаря Романа Сешневського. А на печатках корсунських городових отаманів Прокопа Чертеченка та Івана Стасенка зображені стріла над підковою та дві перехрещені шаблі відповідно. Нарешті, на гербі найвідомішого діяча Правобічної України поруїнної доби полковника фастівського і білоцерківського Семена Палія зображено хрест над шаблями та напнутим луком зі стрілою.
Польська геральдика не справила помітного впливу на герботворення козацького Правобережжя. Лише перед остаточним скасуванням у 1714 році козацького устрою на території Правобережної України, бачимо появу перших старшинських печаток з використанням гербів польського походження. Такою, скажімо, є печатка білоцерківського полковника Антона Танського від 1711 року, в полі якої вміщено зображення герба Наленч (Nałęcz).
Порівняно швидким був процес витворення привілейованої верстви на теренах Слобідської України. Місцева еліта, яка мала найрізноманітніше соціальне походження, прагнула будь-що легітимізувати своє провідне становище шляхом набуття зовнішніх ознак шляхетності. Це виявилося, зокрема, в зміні прізвищ на "шляхетні" із закінченнями на -ський або -цький, створенні легендарних родоводів, і, звичайно, використанні родових гербів. Все це мало підкреслити окремішність новоствореної слобідської шляхти, неподібність до простолюду, вищість власного походження, взаємозв’язок зі шляхтою Речі Посполитої.

### Герби слобідської старшини
Певна частина родових гербів слобідської шляхти була новотворами козацьких часів. Так, на гербі сумського полковника Герасима Кондратьєва, який вміщено на його портреті, зображено хрест в оточенні півмісяця та восьмипроменевої зірки, здолу перехрещено дві булави. Остання деталь є виявом політичної символіки і вказує на претензії Кондратьєва на гетьманську булаву Війська Запорозького (Гетьманщини), які той висловив у 1669 році в часи боротьби за Лівобережну Україну між гетьманом Петром Дорошенком та Москвою. Характерним є підпис, який супроводжує портрет і зображений на ньому герб: "Портретъ гетмана Кондратьева". Нащадки Герасима Кондратовича користувалися суттєво видозміненим гербом, що мав три частини, які містили в своїх полях: на блакитному полі золотий хрест над золотим півмісяцем, на чорному полі три срібні восьмипроменеві зірки, на червоному полі перехрещені срібні шаблю та стрілу.

Герб Кондратьєвих, Гербовнік дворянських родів

Засновник роду Перехрестових охтирський полковник Іван Перехрест користувався гербом з зображенням хреста над серцем, яке пронизують навхрест дві стріли і супроводжують три зірки. Рід охтирських полковників Осипових користувався подібним гербом: серцем, яке пронизують в зірку три стріли. Їхні нащадки зі шляхетського роду Перехрестових-Осипових поєднали в своєму гербі обидва родових герба: на блакитному полі срібне серце пронизане навхрест двома золотими стрілами, з серця виникає рука в золотих латах, яка тримає стрілу. Острогозький рід Тевяшових користувався складним за своєю конструкцією родовим гербом: срібна стріла на срібному мурі, вгорі на червоному полі золотий хрест в супроводі двох золотих зірок, здолу на блакитному полі срібний півмісяць.
Але переважна більшість гербів слобідсько-української козацької старшини мала польське походження, що мало бути додатковим свідченням старожитності та знатності місцевої козацької старшини. Зокрема, охтирський полковницький рід Лесевицьких, що мав козацьке походження, користувався польським гербом Стрім’я (Strzemię). Рід Ковалевських в якості родового використовував герб Долега (Dołęga). Складну структуру мав родовий герб Квіток, який складався з шести польських гербів: Погоня (Pogonia), Стрім’я (Strzemię), Радван (Radwan), Бонча (Bończa), Шеліга (Szeliga), Рогаля (Rogala). На печатці лебединського сотника Тимофія Красовського вміщено герб Яструбець (Jastrzębiec).
Іноді спостерігаємо приклади коли родові герби деяких старшинських родів зазнавали певної еволюції. Так, Куликовські користувалися певний час в якості родового гербом Дрогомир (Drogomir), а Шидловські – гербом Люба (Luba). Згодом обидва герба було частково змінено на більш складні конструкції з використанням як інших польських гербів, так і символів характерних для козацького герботворення. Це мало надати ще більшої помпезності, а разом з тим і суспільного престижу, гербам цих родів, які насправді мали далеко не шляхетське походження.

### Геральдика роду Донців-Захаржевських
Втім, найбільш виразним з точки зору соціальної ідентифікації був родовий герб старшинського роду Донців-Захаржевських, який впродовж 2-ї пол. XVII – 1-ї пол. XVIII ст. відігравав провідну роль в суспільно-політичному житті Слобідської України, представники якого в різні роки займали полковницькі уряди відразу трьох слобідських полків 167. Засновником роду був Григорій Донець, що походив з козаків. Втім, вже його нащадки виводили свій рід від шляхетського роду Захаржевських, називаючи себе не інакше як Донцями-Захаржевськими. Цілком природно, що в якості родового герба Донці-Захаржевські обрали собі герб Долива (Doliwa), яким користувався польський рід Захаржевських.
Вперше герб Донців-Захаржевських бачимо в панегірику І.Орновського "Bodaty wirydarz", який було видано на їхню честь у 1705 році в Києві. На сторінках книги Орновського знаходимо кілька варіантів родового герба Донців-Захаржевських, в тому числі й з чотиридільним щитом. В його першій частині вміщено герб Ружа (Róża) – на золотому полі червона троянда, в другій – герб Колона (Kolumna) – на червоному полі вежа під шоломом з короною (очевидно, в даній частині мав би розміщуватися герб Колюмни (Kolumny), про що скажемо нижче), в третій – герб Китаврус (Kitawrus) – на червоному полі китаврус, який влучає стрілою з напнутого луку власний хвіст у вигляді змії, в четвертій – герб Урсин (Urseyn) – на зеленому полі чорний ведмідь, в середньому щитку – герб Долива (Doliwa).
Родовий герб Донців-Захаржевських в панегірику “Bodaty wirydarzПоєднання перших чотирьох гербів в одному щиті не є випадковим. В даному разі маємо справу з чотирма найбільш старожитними родовими гербами Східної Європи, які широко використовували князівські та шляхетські родини Великого князівства Литовського. Походження цих гербів пов’язане з легендою про переселення предків литовського народу з території Римської імперії в Прибалтику за часів імператора Нерона. Литовсько-руські літописи, зокрема літопис Рачинського, говорять про це так: “А с тыми шляхты чотыры рожаи, навышшие имены, именем с Китаврус Довспрунъкг, а с Колюмнов Прешпор, а з Руси Ульянус, а з Рож Екътор".
Очевидно, що Донці-Захаржевські не мали жодного відношення до княжих та панських родів Великого князівства Литовського, які користувалися названими вище гербами, і тим більше не мали підстав використовувати в своєму родовому гербі відразу всі чотири найдавніші литовські герби. Втім, слобідський рід найменше переймався такими формальними моментами. Донцям-Захаржевським йшлося про легітимність власного провідного становища на землях Слобідської України, і тому для підтвердження своєї виняткової суспільно-політичної ваги ними було використано не просто герб, як засіб соціальної ідентифікації, а герби провідних родів Східної Європи, відомості про які вони могли почерпнути з тих же літописів, або з праць польських істориків – Бєльського, Ґваньїні  та ін.
Останній варіант менш вірогідний з огляду на те, що в другій частині герба Донців-Захаржевських І.Орновський вмістив замість герба Колюмни (Kolumny) (на червоному полі срібний знак у вигляді трьох стовпів на спільній основі, середній з яких має прямокутне розширення здолу), який власне і є одним з чотирьох найдавніших литовських гербів згаданих в літописах, – близький за назвою, але відмінний за змістом герб Колона (Kolumna) (на червоному полі вежа). Тобто І.Орновський, ймовірно, мав справу лише з назвами (або принаймні описами) гербів (як це бачимо в літописах), через що і переплутав герби Колюмни (Kolumny) і Колона (Kolumna).
Таким чином, можемо констатувати, що в подібний геральдичний спосіб Донці-Захаржевські намагалися не просто вирізнити себе в середовищі слобідського населення (для цього цілком достатнім було використання звичайного герба, хоч би тієї ж Доливи), але й відзначити власну винятковість навіть в рамках слобідської козацької старшини, підкреслити свою провідну роль, заманіфестувати претензію на максимально широкі владні повноваження, що мало бути підтверджено, як шляхетським походженням, так і старожитністю та почесністю гербів, використаних при конструюванні легендарної генеалогії та родового герба.

### Запорозька родова геральдика
На відміну від попередніх груп, запорозька родова геральдика представлена порівняно незначною кількістю пам’яток, що і не дивно з огляду на доволі незначне соціальне розшарування в запорозькому суспільстві 179. Втім, і на Запоріжжі прагнення військово-політичного проводу виокремити себе з-посеред маси місцевого населення знайшло своє відображення в геральдиці. Характерно, що запорозька старшина, користуючись гербами, зовсім не апелювала до шляхетських традицій – руських, річпосполитських чи малоросійських. Серед запорозьких родових гербів зовсім не бачимо геральдичних знаків руського чи польського походження, що особливо контрастує з геральдикою сусідньої Слобідської України та пізнім герботворенням Гетьманщини.
На родових гербах низового козацтва бачимо все ті ж, звичні для козацького герботворення зображення зброї, серця, зірки та ін. Так, на печатці військового осавула Сидора Білого зображено серце, на якому перехрещено шаблю і стрілу 180. Перевізький полковник Яким Лелека використовував в якості герба зображення підкови під шестипроменевою зіркою 181. А військовий старшина Андрій Порохня мав у своєму розпорядженні дві печатки: одну з зображенням вершника-козака 182, іншу – з перехрещеними шаблею та стрілою 183.
Чи не єдиним відомим на сьогодні гербом запорозького кошового отамана є герб Костя Гордієнка, який зображено на його намогильному хресті 184. Оформлено герб в бароковому стилі, з характерним для козацької геральдики бароковим картушем, який супроводжують клейноди та зброя: булава, пірначі, шаблі, списи, прапори та гармати. Певні питання викликає зображення в щиті, яке інтерпретують як видозміну польського герба Несоба (Niesobia – на перетятому полі в срібній горішній частині золоте вістря стріли, яке з’єднано золотим перснем з золотим орлиним хвостом, який знаходиться в чорній долішній частині) 185.
Очевидно, зображення на гербі кошового є мало подібним до герба Несоба, оскільки на відміну від останнього не має поземого перетину щита, сумнівною є також наявність в гербі Гордієнка малюнку стріли, і врешті – головна фігура мало чим нагадує орлиний хвіст, радше вона є подібною до зображення паростку, який в якості архаїчного символу вічного життя та перенародження часто зустрічається на запорозьких гербах, як родових, так і паланкових 186. На подібне символічне значення фігури в щиті може вказувати також зображене здолу концентричне коло (універсальний символ вічності). Показовим є також те, що герб Несоба є порівняно мало поширеним польським гербом, яким користувалося всьо кілька десятків великопольських родин, і який був майже не уживаний по-за межами пінічно-західної Польщі 187. Крім того, герб Несоба не мав жодної зафіксованої джерелами видозміни свого основного варіанту, що робить малоймовірним припущення про зображення такої, не відомої з інших джерел, видозміни в гербі Костя Гордієнка.